# 洲崎西
洲崎西（洲崎西）为于2013年7月2日在超!A&G+播送的电台广播节目，由聲優洲崎绫和西明日香主持。
2015年5月24日宣布制作动画改编，以洲崎西 THE ANIMATION为题，2015年7月8日开始播出。

## 节目信息概述
本作品的主题为主持两人“提供新服务、开发新产品、酝酿新商业理念的「出点子」类多样性节目”，实际上就是两位同年代的声优以阅读听众来信，就来信和主持及工作人员平时的生活事件为笑点的娱乐类广播节目。节目的听众被称为“猪听众”（日语：豚リスナー）。
节目由担当节目文案，项目总监为露木直人，制作人为植木雄一郎，节目制片人助理为南本广树。
播放时间为当地时间（UTC+9）每周星期二25:00 - 25:30于文化放送“超！A&G+”网络频道播送，有提供电台频道重播（2014年4月13日之前为星期二15:00 - 15:30，之后为星期日15:30 - 16:00），星期四提供网上存档重播。

### 主要环节
来信介绍
主持人介绍听众来信的环节。
崎西企划室
“专门孵化新产业”的环节。由听众向节目投稿各种企划，主持人就此进行讨论，并给出相应方案。
来命名吧！
由听众投稿，主持人对一些冷僻难懂的词语进行重命名。
职场训练
为了“拥有商业策略的策划能力”而开设的环节。主持人须完成特定任务，若不能完成将会受到整蛊惩罚。
闹剧
原为每期节目的固定环节，后一度取消，现为不定期播出。主持人根据听众投稿剧本进行表演。

## 动画
2015年5月24日宣布制作动画改编，命名为「洲崎西 THE ANIMATION」，于2015年7月8日在TOKYO MX、金泽电视台、SUN电视台播出，由feel.制作。

### 故事情节
在东京都内的某所高中，某天转入了两位转学生。她们是认真而天然、无法判断其言行的洲崎绫，以及展露天真烂漫的笑容、发呆吐槽皆有所长的西明日香。两人从此开始了时而困惑时而爆笑的快乐生活。故事中部分情节参考了广播节目中的情节。

### 登场人物
洲崎綾（声：洲崎綾）
昵称“aya呸”。认真而天然，有时无法判断其言行，品味经常让人无法理解，偶尔会说出金泽方言。
西明日香（声：西明日香）
昵称“明日香”。拥有天真烂漫的笑容，发呆吐槽皆有所长。
西家成员
第4话登场。分别为明日香的父亲（昵称“阿锤”，声：黑田崇矢）、母亲（声：佳村遥）、姐姐（昵称“小舞”，声：佳村遥）、堂兄（昵称“阿乘”，声：平峯義大）和Choppy（チョッピー，西家的宠物狗，声：西明日香）。
内山夕实（声：内山夕实）
昵称“小夕实”。转校生，第11话转入洲崎和西所在的学校。

### 制作人员
- 原作：文化放送 超！A＆G＋『洲崎西』
- 导演、系列构成：平峯義大[3]
- 人物设定、总作画监督：清水祐实[3]
- 美术监督、美术设定：脇威志
- 美術：GREEN（日语：GREEN (企業)）
- 色彩设计：田川沙里
- 摄影监导：本台貴宏
- 編集：平木大輔
- 音乐：須田悦弘
- 音响监督：山本浩司
- 音响制作：DAX Production
- 音响效果：Swirler Pro
- 音乐制作：Seaside Communications
- 动画制作：feel.[3]
- 制作：洲崎西制作委员会（SEASIDE COMMUNICATIONS、CharaAni、DAX Production、bilibili）

### 主题曲
「Smile☆Revolution」
作詞：漆野淳哉，作曲：須田悦弘，演唱：洲崎西（洲崎綾、西明日香）

### 各话列表
| 話數   | 日文標題 | 中文標題             | 劇本     | 分镜       | 演出     | 作畫監督                    |
| ------ | -------- | -------------------- | -------- | ---------- | -------- | --------------------------- |
| 第1話  |          | 謎樣的轉學生、出現!? | 平峯義大 | 平峯義大   | 平峯義大 | 近藤優次、松本朋之          |
| 第2話  |          | 秘密的绫园♡          | 玉井☆豪  | 平峯義大   | 平峯義大 | 近藤優次、松本朋之          |
| 第3話  |          | 绫和明日香的遮乳     | 平峯義大 | 松下周平   | 松下周平 | 重本和佳子                  |
| 第4話  |          | 如西家一般           | 岡篤志   | 平峯義大   | 平峯義大 | 重本和佳子                  |
| 第5话  |          | 如西家一般2          | 岡篤志   | 平峯義大   | 平峯義大 | 佐藤元昭                    |
| 第6话  |          | 来呀zoiya            | 玉井☆豪  | 松下周平   | 松下周平 | 三船智帆、近藤优次 松本朋之 |
| 第7话  |          | 本故事纯属虚构       | 玉井☆豪  | 松下周平   | 松下周平 | 重本和佳子                  |
| 第8话  |          | 对明日香唯有感谢     | 岡篤志   | 平峯義大   | 平峯義大 | 佐藤元昭                    |
| 第9话  |          | 兰巴达之乱           | 岡篤志   | 重本和佳子 | 平峯義大 | 重本和佳子                  |
| 第10话 |          | 条纹胖次             | 玉井☆豪  | 重本和佳子 | 平峯義大 | 重本和佳子                  |
| 第11话 |          | 抱歉小夕实           | 岡篤志   | 松下周平   | 松下周平 | 佐藤元昭                    |
| 第12话 |          | 这也是声优!          | 玉井☆豪  | 平峯義大   | 平峯義大 | 清水祐美、佐藤元昭          |

### 播放电视台

#### 日本国内
日本深夜動畫：下文記載的日本国内播放時間使用日本標準時間（UTC+9）表示。因為部分時間标识會採用30小时制，因此請留意这类超过24:00的时间，其實際播放時間為翌日清晨。
| 播放地区 | 播放电视台   | 播放日期       | 播放时间             | 备注                                  |
| -------- | ------------ | -------------- | -------------------- | ------------------------------------- |
| 东京都   | TOKYO MX     | 2015年7月8日 - | 星期三 21:55 - 22:00 |                                       |
| 兵库县   | SUN电视台    | 2015年7月8日 - | 星期三 23:40 - 23:45 | 西明日香出生地                        |
| 石川县   | 金泽电视台   | 2015年7月8日 - | 星期三 26:45 - 26:50 | 洲崎绫出生地                          |
| 日本全国 | niconico频道 | 2015年7月9日 - | 星期四 12:00 更新    | 第1话免费收看 第2话播放后免费一周收看 |
| 日本全国 | GYAO!        | 2015年7月16日- | 星期四 12:00 更新    | 第1话免费收看 第2话播放后免费一周收看 |

#### 日本国外
- 中国大陆

由bilibili负责该区网络播送。

## 外部资料
- 广播节目官网 （页面存档备份，存于）（日語）
- 动画官网 （页面存档备份，存于）（日語）
- 官方Twitter的X（前Twitter）
- 超!A&G （页面存档备份，存于）